# Instituto Nacional de Investigación Agropecuaria
El Instituto Nacional de Investigación Agropecuaria es un instituto de investigación de Uruguay. Fue creado en 1989 como un organismo público no estatal. 

## Antecedentes
Como antecedente a dicha institución en el año 1914 se creó el hoy conocido establecimiento la Estanzuela, primer establecimiento encargado de analizar y mejorar la genética vegetal de Uruguay, el mismo fue dirigido por el doctor y fitotecnista alemán Alberto Boerger. 
En los primeros años la institución recibió la denominación de Instituto Fitotécnico y Semillero Nacional, ya que su principal actividad estuvo desarrollada en la investigación fitotécnica de trigo, cebada, maíz,  avena y alfalfa. 
En los años sesenta adquiere la denominación de Centro de Investigaciones Agrícolas Alberto Boerger, en honor a su primer director, para dicha década el instituto amplía sus cometidos a otros rubros agropecuarios. Hacía los años setenta y con la conformación de un Sistema Nacional de Investigación Agrícola, el instituto lograría una mayor descentralización, al inaugurar otros centros de investigación en el país. Tales fueron la estación experimental del Este en Treinta y Tres, y la estación experimental del Norte en Tacuarembó.

## Creación
En 1989 con la aprobación de la Ley N° 16065, es creado el Instituto Nacional de Investigación Agropecuaria, el cual fusionó a las instituciones y estaciones experimentales existentes. En 1990 se realiza la primera asamblea de Junta Directiva del Instituto Nacional de Investigación Agropecuaria, la cual se desarrolló en la estación experimental la La Estanzuela, con la presencia del presidente de la República del momento, Luis Alberto Lacalle.
Desde su creación la junta directiva de la institución está conformada por dos integrantes designados por el Poder Ejecutivo a propuesta del  Ministerio de Ganadería, Agricultura y Pesca. Y dos  integrantes en representación de los productores, también designados por el Poder Ejecutivo, a propuesta de la Asociación Rural del Uruguay y de la Federación Rural, de Cooperativas Agrarias Federadas, de la Comisión Nacional de Fomento Rural y de la Federación Uruguaya de Centros Regionales de Experimentación Agrícola.

## Establecimientos
En la actualidad, el instituto cuenta con diferentes establecimientos y direcciones regionales en distintos puntos del país. 
- INIA - Las Brujas
- INIA La Estanzuela
- INIA - Salto Grande
- INIA - Tacuarembó
- INIA - Treinta y Tres

## Enlaces
Ley 16065